# Oplotec
Oplotec (německy Amplatz) je malá vesnice, část města Horšovský Týn v okrese Domažlice v Plzeňském kraji. Nachází se deset kilometrů severozápadně od Horšovského Týna. Je zde evidováno 33 adres. V roce 2011 zde trvale žilo 54 obyvatel.
Oplotec je také název katastrálního území o rozloze 3,92 km².

## Historie
První písemná zmínka o vesnici pochází z roku 1379.

## Obyvatelstvo
| Rok            | 1869 | 1880 | 1890 | 1900 | 1910 | 1921 | 1930 | 1950 | 1961 | 1970 | 1980 | 1991 | 2001 | 2011 | 2021 |
| -------------- | ---- | ---- | ---- | ---- | ---- | ---- | ---- | ---- | ---- | ---- | ---- | ---- | ---- | ---- | ---- |
| Počet obyvatel | 220  | 223  | 209  | 210  | 235  | 235  | 209  | 134  | 120  | 111  | 80   | 77   | 58   | 54   | 48   |
| Počet domů     | 40   | 41   | 41   | 41   | 40   | 39   | 42   | 42   | 31   | 30   | 27   | 29   | 31   | 31   | 24   |

## Obecní správa
Při sčítání lidu v letech 1850–1959 Oplotec byl samostatnou obcí v okrese Horšovský Týn (v letech 1850–1910 Horšův Týn). V letech 1960–1984 byl částí obce Vidice v okrese Domažlice. Od 1. ledna 1985 do 23. listopadu 1990 byl částí města Horšovský Týn v okrese Domažlice. Od 24. listopadu 1990 do 31. prosince 1994 byl znovu obcí v okrese Domažlice. Od 1. ledna 1995 je opět částí města Horšovský Týn v okrese Domažlice.

## Další fotografie

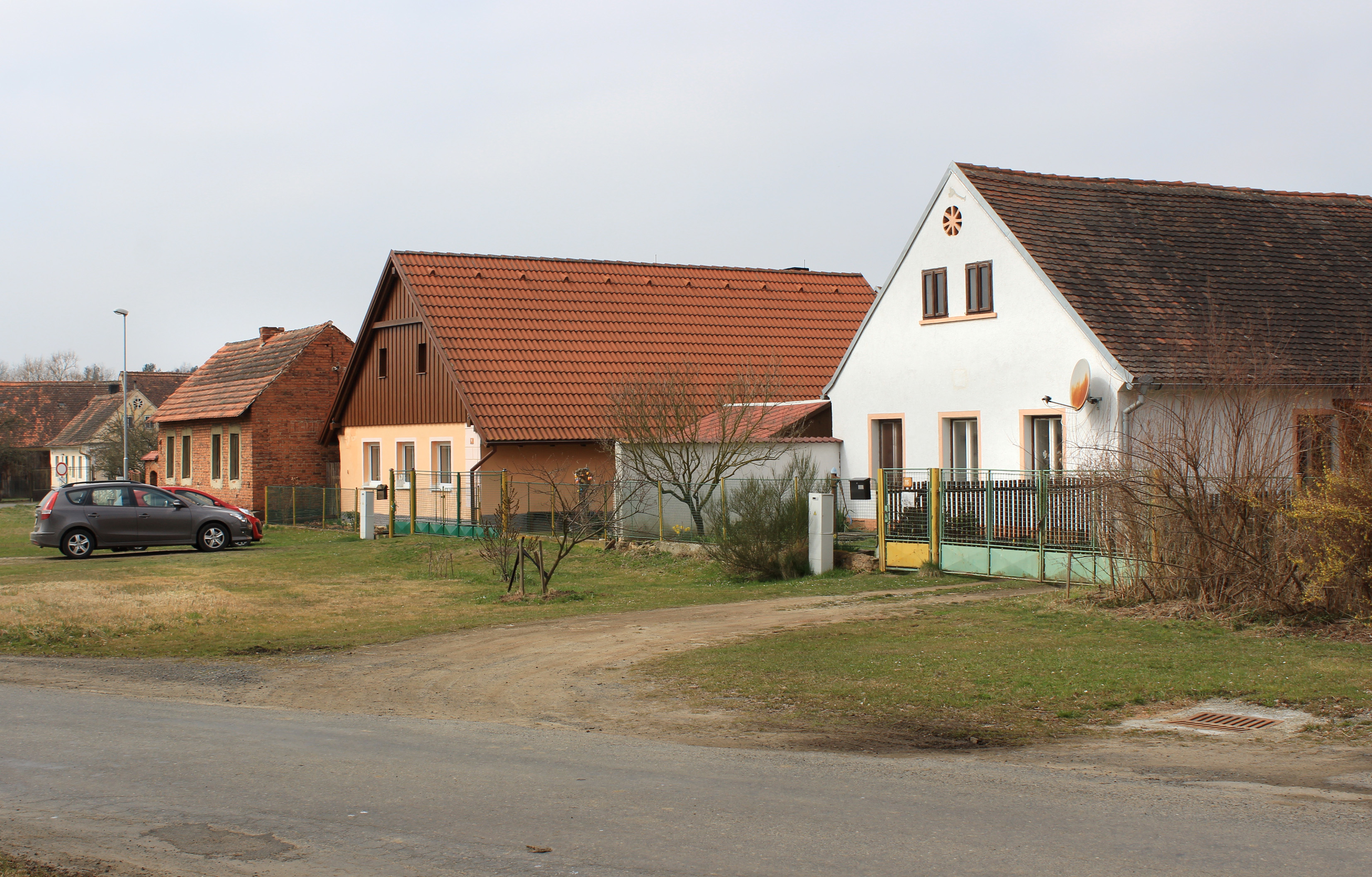
Náves
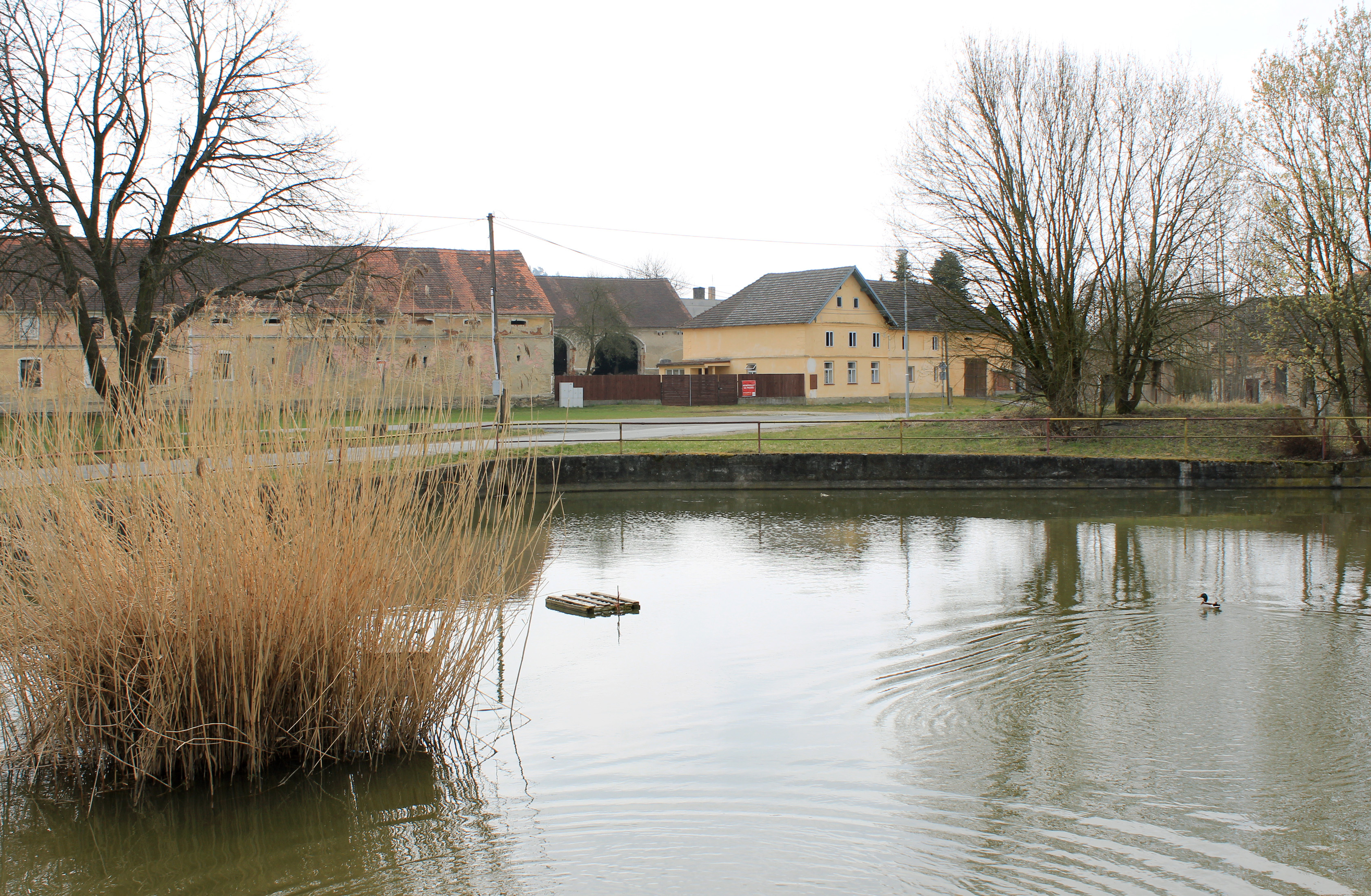
Rybník na návsi
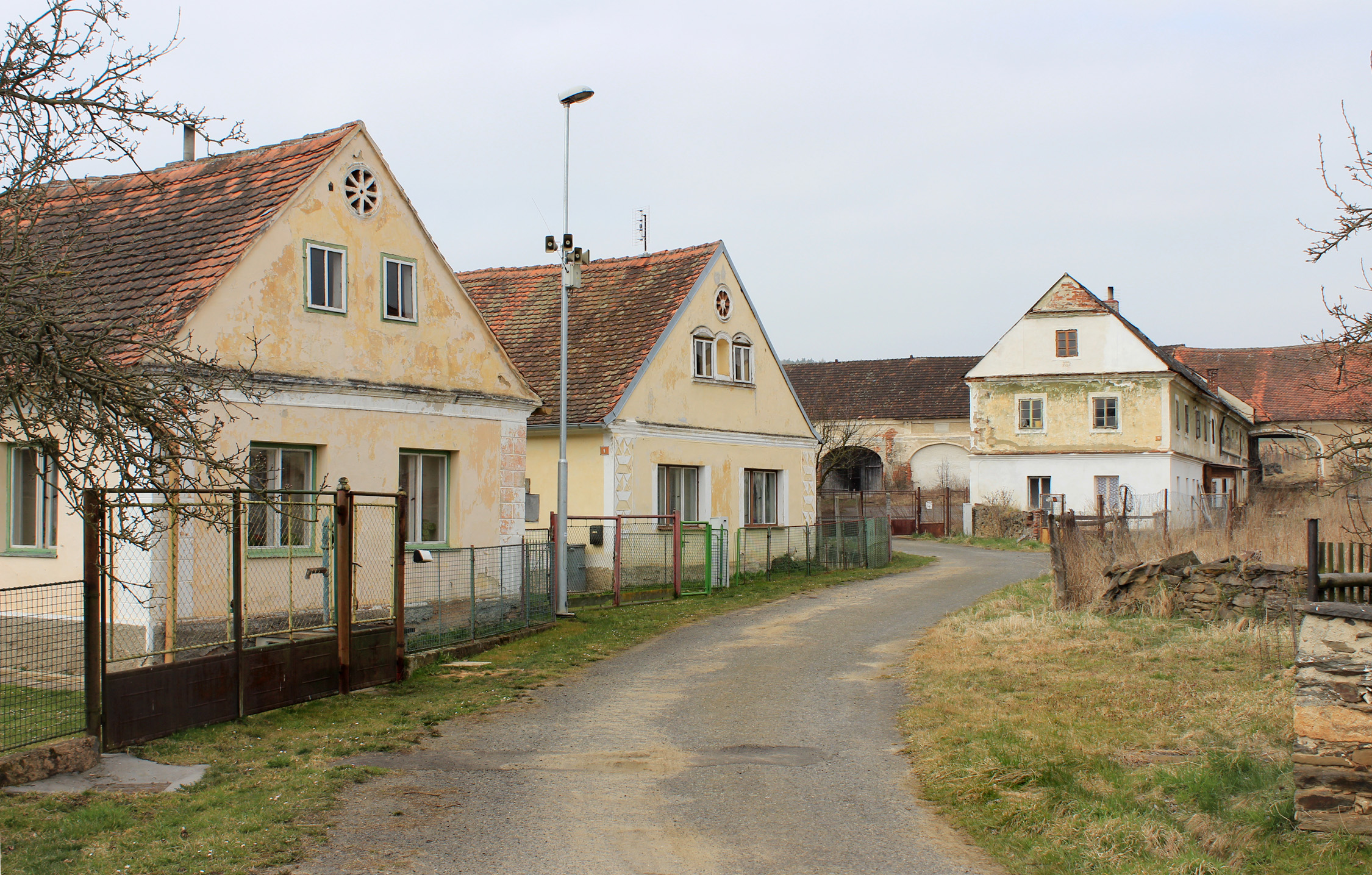
Jižní část vsi
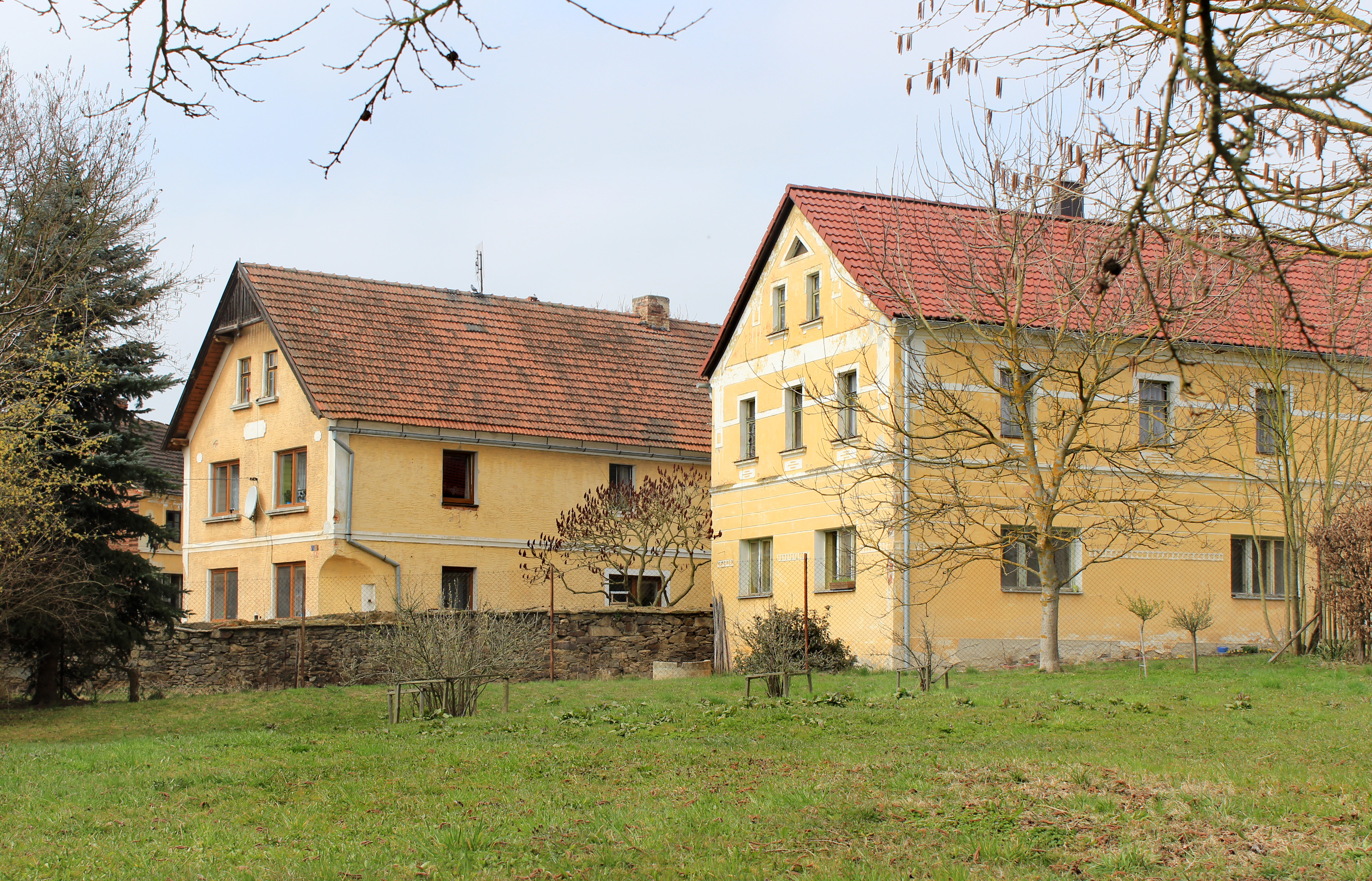
Domy v severní části